# Afraltha chionostola
Afraltha chionostola is een vlinder uit de familie slakrupsvlinders (Limacodidae). De wetenschappelijke naam van deze soort is voor het eerst geldig gepubliceerd in 1910 door George Francis Hampson.
De soort komt voor in het Afrotropisch gebied.